# Ричфорд (Вермонт)
Ричфорд (англ. Richford) — місто (англ. town) в США, в окрузі Франклін штату Вермонт. Населення — 2346 осіб (2020).

## Демографія
Згідно з переписом 2010 року, у місті мешкало 2308 осіб у 900 домогосподарствах у складі 596 родин. Було 1073 помешкання
Расовий склад населення:
| - 95,1 % — білих - 0,9 % — корінних американців - 0,5 % — чорних або афроамериканців - 0,3 % — азіатів |

До двох чи більше рас належало 2,9 %. Частка іспаномовних становила 0,7 % від усіх жителів.
За віковим діапазоном населення розподілялося таким чином: 24,2 % — особи молодші 18 років, 59,2 % — особи у віці 18—64 років, 16,6 % — особи у віці 65 років та старші. Медіана віку мешканця становила 40,7 року. На 100 осіб жіночої статі у місті припадало 92,8 чоловіків;  на 100 жінок у віці від 18 років та старших — 91,4 чоловіків також старших 18 років.
Середній дохід на одне домашнє господарство  становив 52 938 доларів США (медіана — 46 094), а середній дохід на одну сім'ю — 64 126 доларів (медіана — 55 529). Медіана доходів становила 47 292 долари для чоловіків та 36 406 доларів для жінок. За межею бідності перебувало 16,5 % осіб, у тому числі 23,7 % дітей у віці до 18 років та 14,2 % осіб у віці 65 років та старших.
Цивільне працевлаштоване населення становило 1053 особи. Основні галузі зайнятості: освіта, охорона здоров'я та соціальна допомога — 27,9 %, роздрібна торгівля — 15,9 %, виробництво — 15,8 %.